# الدوري العماني 1994–95
دوري المحترفين العماني 1994–95 هو موسم من دوري المحترفين العماني. فاز فيه نادي صور.